# Lattainville
Lattainville é uma comuna francesa na região administrativa de Altos da França, no departamento de Oise. Estende-se por uma área de 3,44 km². Em 2010 a comuna tinha 159 habitantes (densidade: 46,2 hab./km²).